# تیم هرلیهی
تیم هرلیهی (انگلیسی: Tim Herlihy؛ زادهٔ ۹ اکتبر ۱۹۶۶) یک هنرپیشه، تهیه‌کننده، فیلم‌نامه‌نویس اهل ایالات متحده آمریکا است.
از فیلم‌ها یا برنامه‌های تلویزیونی که وی در آن نقش داشته‌است می‌توان به خواننده عروسی، پیکسل‌ها اشاره کرد.

## فیلم شناسی

### نویسنده
- پخش زنده شنبه شب (۱۹۹۳–۲۰۰۰)
- خواننده عروسی (۱۹۹۸)
- آبدارچی (۱۹۹۸)
- آقای دیدز (۲۰۰۲)
- داستان‌های زمان خواب (فیلم ۲۰۰۸) (۲۰۰۸)
- بزرگ‌شده‌ها ۲ (۲۰۱۳)
- پیکسل‌ها (فیلم ۲۰۱۵) (۲۰۱۵)

### بازیگر
- خواننده عروسی (۱۹۹۸)
- آقای دیدز (۲۰۰۲)
- کلیک (فیلم ۲۰۰۶) (۲۰۰۶)
- داستان‌های زمان خواب (فیلم ۲۰۰۸) (۲۰۰۸)
- بزرگ‌شده‌ها (۲۰۱۰)
- مخلوط (فیلم) (۲۰۱۴)
- پیکسل‌ها (فیلم ۲۰۱۵) (۲۰۱۵)

### تهیه کننده
- پخش زنده شنبه شب (۱۹۹۷–۲۰۰۰) (تهیه کننده)
- مدیریت خشم (فیلم) (۲۰۰۳) (تهیه‌کننده اجرایی)
- طولانی‌ترین فاصله (۲۰۰۵) (تهیه‌کننده اجرایی)
- کلیک (فیلم ۲۰۰۶) (۲۰۰۶) (تهیه‌کننده اجرایی)
- بزرگ‌شده‌ها (۲۰۱۰) (تهیه‌کننده اجرایی)
- فقط باهاش کنار بیا (۲۰۱۱) (تهیه‌کننده اجرایی)
- جک و جیل (۲۰۱۱) (تهیه‌کننده اجرایی)
- مخلوط (فیلم) (۲۰۱۴) (تهیه‌کننده اجرایی)
- پیکسل‌ها (فیلم ۲۰۱۵) (۲۰۱۵) (تهیه‌کننده اجرایی)
- مضحک ۶ (۲۰۱۵) (تهیه‌کننده اجرایی)
- دو اور (۲۰۱۶) (اجرایی تهیه کننده)